# زبلين الألمانية لشحن
زبلين الألمانية لشحن (بالألمانية: Deutsche Zeppelin-Reederei شركة مسؤولية محدودة)‏ ' شركة Zeppelin Transport الألمانية ' )، مختصر DZR، هي شركة ألمانية محدودة المسؤولية تدير رحلات زبلين التجارية للركاب. التجسيد الحالي لـ DZR تأسس في عام 2001 ومقره في فريدريشهافين. وهي شركة تابعة لشركة لوفت شوبغاوغ زيبلين وتقوم بتشغيل مناطيد Zeppelin NT ‏ «الجيل التالي». بحلول عام 2009، كانت DZR قد نقلت أكثر من 55000 راكب.  اعتبارًا من عام 2012، تطير DZR جدولًا زمنيًا لـ 12 مسارًا للجولة بين مارس ونوفمبر في جنوب ألمانيا. وتقوم الشركة أيضًا بتشغيل رحلات إلى مدن مختارة أخرى بالإضافة إلى رحلات الطيران العارض. 
في منتصف ثلاثينيات القرن العشرين، كانت DZR شركة طيران تجارية مقرها فرانكفورت قامت بتشغيل زبلين في خدمة الإيرادات المنتظمة عبر المحيط الأطلسي، بما في ذلك سفينة زيبلين 129 هيندينبيرغ الشهيرة. بعد كارثة هيندنبورغ في عام 1937، أوقفت DZR الخدمة عبر الأطلسي، على الرغم من أنها أطلقت منطادًا جديدًا في عام 1938 وكان لديها طلب آخر. خطط لمزيد من العمليات انتهت عند اندلاع الحرب العالمية الثانية وألغيت منطادها في عام 1940. تعتبر DZR اليوم نفسها خليفة لشركة الطيران الأصلية وتم دمجها تحت نفس الاسم. 

## التاريخ

### أول DZR (1935-1940)

علم Deutsche Zeppelin-Reederei 1935

#### التأسيس
| مساهمو DZR ، 1935                                     | رايخ مارك (ملايين) |
| ----------------------------------------------------- | ------------------ |
| لوفت شوبغاوغ زيبلين (LZ Group)                        | 5.7                |
| الخطوط الجوية الألمانية هانزا (DLH)                   | 0.4                |
| وزارة طيران الرايخ (RLM) * الأسهم المملوكة من قبل DLH | 3.45               |
| إجمالي رأس المال                                      | 9.55               |